# Манастир Баја де Арама
Манастир Баја де Арама (рум. Mănăstirea Sfinții Voievozi Mihail și Gavriil - Baia de Aramă) посвећен је Светим Арханђелима Михаилу и Гаврилу, а припада Румунској православној цркви. Налази се у северозападној Олтенији, на висоравни Мехединци, покрај града Баја де Арама.
Манастир је, на месту старије цркве, почет да се гради крајем 1699, а заживео је 1703. године. По дозволи и уз помоћ владара Константин Бранкована, манастир су основали српски и влашки угледни људи, а убрзо је постао метох манастира Хиландара. У манастирској цркви је у потпуности сачуван изворни фрескопис од припрате до олтара у којем су, између осталог, приказани и српски свеци и владари: свети Стефан Немања (Симеон Мироточиви), свети Сава и цар Душан. Живопис је типичан за зидно сликарство на подручју данашње Румуније, у пределу између Карпата и Дунава, с краја 17. и почетка 18. века.
Некада мушки манастир, Баја де Арама је обновљен одлуком Синода Митрополије 2008. године, када је одобрено поновно оснивање Манастира св. Арханђела Баја де Арама, као сестринства, у оквиру Епархије Северин и Стрехаја, са сестром Михаелом Пајус као игуманијом.

## Кратка историја
Манастирска црква, саграђена на размеђу 17. и 18. века, одсликава стилске карактеристике културног и историјског развоја претходног периода и наглашавања ктиторског чина, током владавине Матеја Басарабе (1632-1654), сврставајући се у уметнички покрет кроз који архитектура овог румунског округа напредује ка новим правцима и визијама раздобља Константин Бранкована. Утицаји ове области историјског и стваралачког приближавања трају и након владавине великог владара, када споменици културе у Олтенији, на почетку 18. века у великој мери задржавају стилска својства претходног века, органски се уклапајући у претходну градитељску еру, преузимајући иновативне елементе из отворене и декоративне разноврсности бранковеануовског стила.
Нови манастир, стратешки смештен и изграђен са одбрамбеним утврдама, припада покрету у уметности који је особен за доба обнове, када су подизани војни објекти са цивилном сврхом или верски објекти који су имали и одбрамбену намену. Крећући се између традиције и иновације, архитектура и сликарство у овој фази се налазе на прекретници развоја румунске културе средњег века, напуштајући старе облике које су претходно успоставиле занатлије и развијајући се ка стваралачкој моћи и оригиналности који су особени за доба Бранковеануа, показујући да су локалне занатлије у потпуности овладале техничким и уметничким методама, као и да су имале изврстан осећај за склад и размере, што је постепено омогућило иновативну смелост.

## Географски положај
Манастир Баја де Арама се налази у северозападној Олтенији, на заравни Мехединци. Смештен је у долини између брда Докићу, Деалул-Маре и Корнет, а преко магистралних путева повезан је са местима Таргу Ђиу, Мотру, Стрехаја, Дробета-Турну Северин, као и са одмаралиштима Баиле Херкулане и Бала. Река Бребина протиче кроз овај градић, а у области се налази и велики број дачких рушевина, што потврђује да је град био густо насељен Дачанима.
Баја де Арама се налази на географској ширини од 45°. Суседни градови су Бребина, Титерлешти, Братилову, Марашести и Станешти.

## Старост споменика
Према локалном предању, стара монашка насеобина (првобитно насељена монашким братством) потиче из 15. века, из времена светог Никодима Тисманског, у чије време се у њој налазила дрвена црква са мрежним покривачем. У документу из 1672. године помиње се Јевгеније, игуман из манастира Хиландар са Свете горе.
На месту где се некад налазила дрвена црква, никла је нова грађевина, али тек крајем 17. века, када је игуман био архимандрит Василије из Хиландара, и након налога који је Константин Бранковеану послао из Чернетија у Тисман између 9. и 12. јуна 1695, дајући одобрење и подршку за изградњу цркве (владар је приложио 300 талира за посвећење цркве).
Правим оснивачима могу се сматрати Милко Бајашки (рум. Băiașul), пословођа локалних рудара српског порекла, који је од владара тражио одобрење за полагање камена–темељца за нову цркву у знак сећања на свог сина Милка, као и Корнеа Браилоју, Велики бан Крајове, рођак Константина Бранковеануа, који је обезбедио подршку радовима у име владара.
Због турских упада, градња почиње касније, 22. маја 1699. а завршава се 7. маја 1703. године, када је црква освећена. Било је потребно само годину дана за изградњу, а тај податак нам је познат, с обзиром на то да се сликар Иван потписао на спољашњости 1700. године. Око ове године бива осликана и црква, а иконописци су чувени Неагоје и Партеније из Тисмана.
Црква је изграђена од цигле и згуре из топионице рудника бакра. Спољни заштитни зид саграђен је, вероватно, у исто време кад и црква, и првобитно је био изведен од планинског камена, који је био повезан кречним малтером помешаним са земљом.
Историјски доказ о оснивачима и иконописцима манастира јесте ћирилични натпис на западном зиду наоса:
„Вољом Оца, Сина и Светога Духа, ову свету цркву сагради Корнеа Браилоју са Милком Бајашулом, о сопственом трошку, за време док је игуман био архимандрит Василије, током владавине Јона Констандинуа Басарабе. Градња ове свете цркве почела је 22. маја 7027. (1699) године а завршена је, у свој својој лепоти 7. маја 7211. (1703). А цркву осликах ја, Неагоје, својом грешном руком, заједно са Партенијем.“
Манастир почиње да живи 1703. године. Делујући као испосница, ова монашка насеобина је касније (пре 1718. године) додељена светогорском манастиру Хиландар. Манастир Баја де Арама био је место преплитања културних и духовних утицаја, с обзиром на то да су њиме све време управљали грчки или српски игумани, али је живео и у заједништву са оближњим српским становништвом, омогућавајући богату размену културних и духовних искустава.
Од старих грађевина, сачуван је само манастирски конак, који је, након секуларизације, постао кућа за свештенике и парохијска црква. Келије које су се налазиле на брдској страни манастира временом су уништене. У њима се још живело 1890. године.
На седници Синода Митрополије Олтеније 29. јануара 2008. године, одобрено је поновно успостављање Манастира светих арханђела Баја де Арама, као женске монашке заједнице, под надлежношћу Епархије Северина и Стрехаје, са игуманијом Исидором Русу. Манастир ће деловати под окриљем намесништва Баја де Арама. Монахиња Михаела Пајус постављена је за игуманију 2011. године.

## Архитектура цркве
Када је у питању архитектура, црква одговара типу уметничких дела која се наслањају на правце обнове из доба Матеја Басарабе, афирмишући европске декоративне вредности, уз очување традиционалних облика.
Једноставна архитектура цркве спаја стил из времена владавине Басарабе, који припада 17. веку — а одликују га велике зграде са звоником на наосу и округли стубови од цигала, као и степениште звоника на северном зиду — са бранковеануовским стилом, карактеристичним за 18. век, који као новину доноси припрату која се наслања на стубове у аркади, као и резбарен иконостас.
Црква има тролисну основу са полигоналним апсидама на спољној страни, припратом, звоником изнад нартекса, са наосом са две полукружне апсиде и још једном полукружном у унутрашњости.
Конструкцију чине носећи зидови од цигала. Црква је направљена од печених цигала димензија 27x14x3 цм, које се смењују са блоковима од згуре, снажним и економичним материјалом од кога су направљени многи зидови у граду. Спојеви су испуњени веома снажним малтером, дебљине 5 цм.
Припрата је отворена и држи је 10 масивних стубова од цигала и тролисни лукови. Свод се састоји од полукружне куполе, коју држе два бочна лука. Прилаз је по главној оси припрате и на јужној је страни.
Правоугаони нартекс прекривен је полукружном куполом од цигала, која се ослања на два лука, подржана конзолама. Лукови који се пружају у правцу исток–запад се на једном нивоу не настављају према северним и јужним зидовима, већ су само ојачани са стране у ширини од 60 цм, са бочном страном на вишем нивоу.
Изнад нартекса је отвор четвртастог звоника, са по две нише на обе стране, у аркадама са полукруговима. Врата звоника су у северозападном углу. Степенице се налазе на северном зиду који је дебље озидан. Између наоса и нартекса налази се зид са лучним отвором у средини.
Наос има две бочне полукружне апсиде, а и свод је изведен у виду полукружних купола. Наос има веома равну куполу на четири лука, која држе четири стуба који чине правоугаони облик у средини.
Олтар је полукружног облика, засвођен полукуполом. Ту се налази и масивна, исклесана часна трпеза. На простор предвиђен за ђакона упућује проста ниша.
Наос је одвојен од олтара дрвеним иконостасом. Иконостас је изведен од липе, у бранковеануовском стилу. Под у цркви је од дрвета. Олтар је издигнут у односу на остатак цркве. Прозори су узани, без камених оквира. У прошлости нису вршене промене.
Фасадни украси су једноставни, са малтером од креча и песка. У горњем делу, испод кровног венца, пружа се једноставан појас, са циглама поређаним попут зуба на тестери. Кров је од дрвеног оквира са металним плочастим покривачима. 

## Зидно сликарство
Унутрашњи украси су веома лепи, тако да употпуњују вредност читавог споменика. Изворни иконопис у фрескописној техници пружа се од припрате до олтара и у потпуности је очуван. Унутрашње сликарство је типично за крај 17. и почетак 18. века за подручје између Карпата и Дунава. У многим верским здањима тог времена среће се фина техника чувених иконописаца као што су Неагоје и Партеније из Тисмана, који су били нарочито вешти у обради површине и устројству сликарских украса.
Међу портретима у цркви истичу се ликови српских светаца: атоских отаца светих Симеона и Саве Немањића (1200, 1235), оца и сина, бивших владара Србије, затим Стефана Душана (1308-1355), светог мученика Кирика (3 године) и његове мајке Јулите, који су осликани на захтев архимандрита Василија и Милка. Иконе светог Саве и Симеона и светог Никодима надахнуте су иконама из манастира Хиландар и такође показују спољне утицаје традиционалних сликарских техника.
Портрет великог српског владара Стефана Душана (1331-1355) који се налази у нартексу, сличан ономе из Хиландара, по свему судећи је једини у Румунији. Кроз уметнички приступ портретима, исказано је поштовање које су оснивачи имали према националном хероју земље свог порекла. Заветне слике су такође особене за бранковеануовски стил.

## Манастирска ризница
Од поклоњених хиландарских драгоцености сачувано је: сребрна филигранска кадионица, гравирани путир, украшени ћивот са моштима за које се претпоставља да потичу из манастирске костурнице, лампа из 1856. године, неки делови из грчког Јеванђеља, док се у Музеју Олтенске Митрополије налази дрвени крст опточен сребром.

## Обнова
Међународна донаторска кампања за обнову манастира почела је у октобру 2013. године, у координацији румунске културне–издавачке куће „Предања“. Кампања је заједнички подухват више регионалних установа, укључујући Међународну културну мрежу „Пројекат Растко“, са седиштем у Србији.
Као први корак у општим конзерваторским радовима на манастиру, потребно је ојачање грађевинске структуре, као и заштита и обнова унутрашњег фрескописа у манастирској цркви.
Након два века отуђености и готово потпуног одсуства монашког живота, монахиње манастира Баја де Арама се труде да подигну престиж на духовном и уметничком нивоу, како би представиле манастир као место богатог духовног живота, али и као вредан споменик средњовековне уметности, који ће привлачити велики број поклоника и туриста из земље и иностранства.

## Галерија
- Црква, приказ с предње стране
- Поглед са јужне стране
- Северозападна страна